# Communauté de communes Buëch-Dévoluy (vor 2017)
Die Communauté de communes Buëch-Dévoluy (vor 2017) ist ein ehemaliger französischer Gemeindeverband mit der Rechtsform einer Communauté de communes im Département Hautes-Alpes in der Region Provence-Alpes-Côte d’Azur. Sie umfasste zwölf Gemeinden, ihr Verwaltungssitz befand sich im Ort Veynes.

## Ehemalige Mitgliedsgemeinden
1. Chabestan
2. Châteauneuf-d’Oze
3. Dévoluy
4. Furmeyer
5. La Roche-des-Arnauds
6. Le Saix
7. Manteyer
8. Montmaur
9. Oze
10. Rabou
11. Saint-Auban-d’Oze
12. Veynes

## Historische Entwicklung
Der Gemeindeverband hat seinen Ursprung in einem SIVOM, das im Jahr 1979 gegründet und im Jahr 1987 in ein district umgewandelt wurde. Nach einem Erlass vom 14. Dezember 2000 wurde noch am selben Tag die damals aus zehn Mitgliedsgemeinden bestehende Communauté de communes des Deux Buëch gegründet. Am 27. November 2008 kam die Gemeinde Manteyer hinzu.
2014 wurde der Gemeindeverband um die Commune nouvelle Dévoluy erweitert und auf den Namen Communauté de communes Buëch Dévoluy umbenannt.
Mit Wirkung vom 1. Januar 2017 fusionierte der Gemeindeverband mit der Communauté de communes du Haut-Buëch und bildete so die Nachfolgeorganisation Communauté de communes Buëch-Dévoluy. Trotz der Namensgleichheit mit der Vorgängerorganisation handelt es sich um eine Neugründung mit anderer Rechtspersönlichkeit.